# Open de Turquie
 (juin 2021).
L’Open de Turquie est une compétition de taekwondo organisée annuellement par la Fédération turque de taekwondo.
Ce tournoi est un événement majeur dans le calendrier mondial du fait de son label « WTF-G1 ».

## Palmarès hommes
| WTF-G1 | WTF-G1                   | WTF-G1               | WTF-G1          | WTF-G1            | WTF-G1            | WTF-G1           | WTF-G1          | WTF-G1               |
| Année  | -54 kg                   | -58 kg               | -63 kg          | -68 kg            | -74 kg            | -80 kg           | -87 kg          | +87 kg               |
| ------ | ------------------------ | -------------------- | --------------- | ----------------- | ----------------- | ---------------- | --------------- | -------------------- |
| 2017   | Vladiir Gritsenko        | Salaheddine Bensaleh | Bolat Izutdinov | Sina Bahrami      | Ruslan Khramtcov  | Anton Kotkov     | Vladislav Larin | Roman Kuznetsov      |
| 2016   | Cihat Cakmak             | Malik Abu Alrob      | Sina Bahrami    | Berkay Akyol      | Nikita Rafalovich | Yunus Sarı       | Ahmad Mohammadi | Elias El-Hedari      |
| 2015   | Mikayil Aliyev           | Levent Tuncat        | Lovre Brecic    | Christian McNeish | Julio Ferreira    | Richard Ordemann | Jasur Baykuziev | Dmitriy Shokin       |
| 2014   | Abuzaid Almuatasembellah | Venilton Teixeira    | Jordan Gayle    | Martin Stamper    | Andrew Deer       | Yunus Sarı       | Jeroen Wanrooij | Arman-Marshall Silla |

## Palmarès femmes
| WTF-G1 | WTF-G1                     | WTF-G1          | WTF-G1             | WTF-G1               | WTF-G1      | WTF-G1           | WTF-G1            | WTF-G1               |
| Année  | -46 kg                     | -49 kg          | -53 kg             | -57 kg               | -62 kg      | -67 kg           | -73 kg            | +73 kg               |
| ------ | -------------------------- | --------------- | ------------------ | -------------------- | ----------- | ---------------- | ----------------- | -------------------- |
| 2017   | Dina Pouryounes Langeroudi | Ipek Cidem      | Inese Tarvida      | Patrycja Adamkiewicz | Irem Yaman  | Nur Tatar Askari | Sude Bulut        | Aleksandra Kowalczuk |
| 2016   | Ayşe Beyza Yıldız          | Rukiye Yildirim | Roxana Nothaft     | Dürdane Altunel      | Irem Yaman  | Nur Tatar        | Petra Matijasevic | Maeva Mellier        |
| 2015   | Sarah Adidou               | Rukiye Yildirim | Indra Craen        | Jade Jones           | Irem Yaman  | Kubra Kiyi       | Tina Skaar        | Aleksandra Kowalczuk |
| 2014   | Yvette Yong                | Rukiye Yildirim | Makbule Nur Korucu | Hatice Kübra İlgün   | Rabia Gülec | Franka Anic      | Petra Matijasevic | Aleksandra Kowalczuk |